# 阿彻 (伊利诺伊州)
阿彻（英語：Archer）是位於美國伊利諾伊州桑加蒙縣的一個非建制地區。該地的面積和人口皆未知。

## 地理
阿彻的座標為39°46′53″N 89°44′09″W / 39.78139°N 89.73583°W，而該地的平均海拔高度為184米（即604英尺）。